# Фома (боярин)
Фома́ (конец XII — начало XIII веков) — новгородский боярин, приверженец князя Мстислава Давидовича. В 1195 году участвовал в новгородском посольстве к великому князю Владимирскому Всеволоду Юрьевичу Большое Гнездо, с просьбой сменить его сына Ярослава, которым были недовольны новгородцы. Вместе с прочими послами (Мирошкой, Борисом Жирославичем, сотским Никифором и Иванком) боярин Фома был задержан великим князем, взявшим его с собою в поход под Чернигов. После возвращения князя из похода Фома был отпущен в Новгород.